# Rosa Boladeras i Domingo
Maria Rosa Boladeras i Domingo, més coneguda com a Rosa Boladeras (Terrassa, Vallès Occidental, 28 de juliol de 1972) és una actriu catalana de teatre i televisió, tot i que també ha fet cinema. És regidora de Cultura a Terrassa des de juny de 2019.

## Trajectòria professional
A mitjans de la dècada del 1980 va entrar a formar part del Quadre de Veus de Radioteatre, amb el que va intervenir en diverses representacions, com ara La filla del carmesí, de Josep Maria de Sagarra, a la vegada que participava amb el grup teatral del Casal de Sant Pere (Terrassa). Posteriorment va fer un curs d'iniciació al teatre al Centre Dramàtic del Vallès, i finalment el 1988 abandona el radioteatre per estudiar a l'Institut del Teatre de Barcelona, fins al 1991. Un cop finalitzats els estudis ja va començar a treballar professionalment en el camp del teatre.
Té una extensa carrera teatral, i ha treballat en diverses obres, entre les quals hi ha Lluny de NuuK de Pere Riera; A mi no em diguis amor, de Marta Buchaca, M de Mortal, de Carles Mallol o Stökolm, dirigida per Marc Martínez. Ha participat en sèries de televisió com Poble Nou, Estació d'enllaç i, més recentment, La Riera. En cinema ha aparegut en la pel·lícula El cònsol de Sodoma, de Sigfrid Monleón, i a Floquet de neu, d'Andrés G. Schaer. En la desena temporada del programa Caçadors de bolets va posar veu als fredolics.
L'any 2012 va ser guardonada amb el Premi Butaca a la millor actriu de repartiment per la seva intervenció en l'obra La nostra de la classe, de Tadeusz Slobodzianek, i amb direcció de Carme Portaceli, i el 2013 tant ella com la resta de l'elenc d'intèrprets del curtmetratge Secretos del lado oscuro van rebre el premi d'interpretació ex aequo al Festival de Cinema de Girona, juntament amb els actors de Tornem-hi.

### Teatre
- 1988: Corpus i dimonis, dirigit per Miquel Rimbau
- 1989: Molts i molls, dirigit per Miquel Rimbau
- 1991: Final d'estiu amb tempesta, de Francesc Lucchetti, dirigit per Lurdes Barba
- 1991-1993: El temps i els Conway, de J.B. Priestley, dirigit per Mario Gas
- 1993-1994: Golfus de Roma, de Stephen Sondheim, Burt Shevelove i Larry Gelbart, dirigit per Mario Gas
- 1996: Les troianes, d'Eurípides, dirigit per Àlex Rigola
- 1999: La màquina d'aigua, de David Mamet, dirigit per Àlex Rigola
- 1999: Bernadeta-Xoc, d'Alain Platel i Arne Sierens, dirigit per Magda Puyo
- 2000: Olors, de Josep Maria Benet i Jornet, dirigit per Mario Gas
- 2000: Hurracan, d'Enric Nolla, dirigit per Rafel Duran
- 2000-2001: Casta Diva, de Daniel Anglès, Xavier Bertran, David Pintó i Dani Espasa, dirigit per Víctor Álvaro
- 2002: El pati, d'Emili Vilanova, dirigit per Pep Anton Gómez
- 2002: 5 mujeres.com, dirigit per Ana Ribas i J.L. Contreras
- 2003: Lluny, de Caryl Churchill, dirigit per Jordi Prat
- 2003: El tinent d'Inishmore, de Martin McDonagh, dirigit per Josep Maria Mestres
- 2004-2005: Sexes, de Xavier Bertran i Pep Anton Gómez, dirigit per Pep Anton Gómez
- 2005: Marie i Bruce, de Wallace Shawn, dirigit per Carlota Subirós
- 2007-2008: Descalzos por el parque, de Neil Simon, dirigit per Pep Anton Gómez
- 2009: Stokölm, de John Osborne, dirigit per Marc Martínez
- 2009: La festa, de Jordi Prat, dirigit per Jordi Prat
- 2010: M de mortal, de Carles Mallol, dirigit per Carles Mallol
- 2010: A mi no em diguis amor, de Marta Buchaca, dirigit per Marta Buchaca
- 2010: Lluny de casa, de Pere Riera, dirigit per Pere Riera
- 2011: Vimbodí vs. Praga, de Cristina Clemente, dirigit per Cristina Clemente
- 2011: Gang Bang, de Josep Maria Miró, dirigit per Josep Maria Miró
- 2011: Una història catalana, de Jordi Casanovas, dirigit per Jordi Casanovas
- 2011-2012: La nostra classe, de Tadeusz Slobodzianek, dirigit per Carme Portaceli
- 2011: Red Pontiac, de Pere Riera
- 2012: El preu, de Lena Kitsopoulou, dirigit per Carme Portaceli
- 2013: La indagació (Un oratori en onze cants), bé Peter Weiss, dirigit per Carme Portaceli
- 2013: Elixir 2013, ruta poètica contemporània pels carrers de Terrassa[9]
- 2013: Escriure teatre amb actors (davant d'un públic), dirigit per Jordi Prat

### Televisió
- 1994: Poble Nou (1 episodi, TV3)
- 1996: Estació d'enllaç (1 episodi, TV3)
- 1999: Laberint d'ombres (1 episodi, TV3)
- 2001: 7 de notícies, d'El Terrat (TV3)
- 2001-2002: Temps de Silenci (TV3)
- 2001-2002: Set de nit, d'El Terrat (TV3)
- 2003-2005: L'un per l'altre, dirigit per Pep Anton Gómez (TV3)
- 2005: 4 arreplegats, d'El Terrat (TV3)
- 2005-2006: 7 días al desnudo (Cuatro)
- 2006: Polònia (TV3)
- 2007: Cuenta atrás (1 episodi)
- 2007: Hospital Central (1 episodi, Tele5)
- 2009: MIR (1 episodi)
- 2010: ¿Qué fue de Jorge Sanz? (2 episodis)
- 2011-2017: La Riera (TV3)
- 2025: El mal invisible (2 episodis)

### Cinema
- 1992: Final d'estiu amb tempesta (telefilm)
- 1993: El temps i els Conway (telefilm): Carol
- 2007: Atrapats pel cap d'any (telefilm): Maria Adelaida Huguet
- 2007: La gravedad 9,8 M/S2 (curtmetratge)
- 2008: D'un any 8 a un any 9 (telefilm): Maria Adelaida Huguet
- 2008: ¡Soy un pelele!, d'Hernán Migoya: Olvido
- 2009: El cònsol de Sodoma, de Sigfrid Monleón: Yvonne
- 2011: Floquet de neu, d'Andrés G. Schaer: Anna
- 2011: La Trinca: biografia no autoritzada (telefilm): Fabia
- 2013: Secretos del lado oscuro (curtmetratge): Clara

## Trajectòria política
El 13 d'abril de 2019 es feu públic que Boladeras ocuparia el número 2 de la llista de Tot per Terrassa a les eleccions municipals del mes següent. Boladeras entrà a l'ajuntament després que el seu partit guanyés les eleccions amb 10 regidors. Actualment n'és regidora de Cultura.